# Doraemon (1979)
Doraemon (ドラえもん) (Brasil: Doraemon: O Super Gato / Portugal: Doraemon: O Gato Cósmico), foi uma série de anime de 1979 baseada no mangá homónimo de Fujiko Fujio. Foi produzido pelo estúdio de animação Shin-Ei Animation e transmitido no Japão pela TV Asahi entre 2 de abril de 1979 e 18 de março de 2005.
No Brasil, o anime foi exibido pela extinta Rede Manchete no Clube da Criança em outubro de 1992.
Em Portugal, a série foi emitida entre julho de 2000 até abril de 2010 no Canal Panda em espanhol (com legendas), passando poucos anos mais tarde no Panda Biggs. Em 2000, a RTP1 e RTP2 exibem o anime com a 1ª dobragem em português. Em janeiro de 2011, o anime volta ao Canal Panda desta vez com dobragem (diferente da RTP) e acabou em 2014. No dia 28 de fevereiro de 2015, o Cartoon Network comprou os direitos da série, que começou a emitir a série em 1 de junho de 2015. No Cartoon Network, o anime substituiu o "Tom and Jerry", que em 2014, ambas as séries animadas foram transmitidas nos mesmos horários (fim de semana, às 15h), mas em canais diferentes (Doraemon no Canal Panda e Tom and Jerry no Cartoon Network). Em 12 de maio de 2021, o Boomerang voltou a exibir esta série de 1979.
Doraemon é um gato robô, que veio do século XXII (22) e faz com que as fantasias das crianças se tornem realidade.

## Produção

### Em Portugal
Em Portugal, a série foi emitida pela RTP1 e RTP2 sob o título de O Gato Cósmico com dobragem portuguesa feita pelo estúdio Somnorte, em 2000. A série também foi emitida pelo Canal Panda, na primeira emissão Doraemon era transmitido na dobragem espanhola com legendas em português, sendo mais tarde dobrada em português, mas com outra dobragem diferente da RTP, a série também foi ao ar no Panda Biggs na dobragem espanhola com legendas em português (primeiro com a série de 2005 e um pouco mais tarde com esta série). A 1 de junho de 2015, a série passou a ser emitida no Cartoon Network. Mais tarde, em 12 de maio de 2021, a série voltou a ser emitida no Boomerang.

### No Brasil
No Brasil a série foi negociada inicialmente com a distribuidora Everest Vídeo, mas desistiu de trazer a série por causa do alto preço que o estúdio de animação japonês Shin-Ei Animation estava cobrando pelos direitos da série. A Everest Vídeo optou por ficar com os seriados japoneses. A distribuidora WTC Comunicações obteve os direitos da série, e logo então a extinta Rede Manchete exibiu o anime sob o título de Doraemon: O Super Gato no programa infantil Clube da Criança, apresentado pela Angélica, sendo um ano depois reprisado no canal, com outra apresentadora, a Mylla Christie, mas somente vinte episódios foram exibidos na Manchete.

## Elenco

### Japão
| Personagem                        | Seiyūs                                                                  |
| --------------------------------- | ----------------------------------------------------------------------- |
| Doraemon                          | Nobuyo Ōyama                                                            |
| Nobita Nobi/Nobitakun             | Noriko Ohara                                                            |
| Shizuka Minamoto/Shizuka-chan     | Michiko Nomura                                                          |
| Suneo Honekawa/Suneo              | Kaneta Kimotsuki (In Memorian) Naoki Tatsuta (1985)                     |
| Takeshi Goda/Gian                 | Kazuya Tatekabe (In Memorian)                                           |
| Tamako Nobi/Mãe do Nobita         | Sachiko Chijimatsu                                                      |
| Nobisuke Nobi/Pai do Nobita       | Masayuki Katō (1ª voz; 1979-1992) Yōsuke Naka (2ª voz; 1992-2005)       |
| Dorami                            | Keiko Yokozawa                                                          |
| Dekisugi                          | Sumiko Shirakawa (In Memorian)                                          |
| Sensei Ganari/Professor do Nobita | Osamu Kato (1ª voz) Masashi Amenomori (2ª voz) Ryōichi Tanaka (3ª voz)  |
| Mãe do Gian                       | Kazuyo Aoki                                                             |
| Mãe do Suneo                      | Yoshino Ōtori (1ª voz; 1979-1991) Mari Yokō (2ª voz; 1991-2005)         |
| Mãe da Shizuka                    | Keiko Yokozawa (1ª voz; 1979-1981) Masako Matsubara (2ª voz; 1981-2005) |
| Jaiko                             | Kazuyo Aoki                                                             |
| Sewashi                           | Yoshiko Ōta                                                             |
| Kaminari                          | Shingo Kanemoto (In Memorian) Takeshi Watanabe                          |
| Yamada                            | Kyoko Yamada                                                            |

### Brasil
| Personagem    | Dublador(a)           |
| ------------- | --------------------- |
| Doraemon      | Zezinho (José) Cutolo |
| Nobita        | Angélica Santos       |
| Shizuka       | Márcia Gomes          |
| Gian          | Tatá Guarnieri        |
| Suneo         | Isaura Gomes          |
| Mãe do Nobita | Márcia Gomes          |
| Pai do Nobita | Dráusio de Oliveira   |

- Vozes adicionais: Letícia Quinto, Gilberto Baroli, Eleu Salvador, Borges de Barros.[13]
- Estúdio: BKS
- Distribuidora: WTC Comunicações
- Emissora:Rede Manchete de Televisão
- Programas:Clube da Criança Rede Manchete

### Portugal

#### Versão daRTP
| Personagem             | Dobrador(a)     |
| ---------------------- | --------------- |
| Doraemon               | Paula Seabra    |
| Nobita Nobi            | Joana Paupério  |
| Tamako Nobi            | Joana Paupério  |
| Nobisuke Nobi          | Jorge Paupério  |
| Shizuka Minamoto       | Alexandra Sedas |
| Suneo Honekawa         | Alexandra Sedas |
| Takeshi "Gigante" Goda | Sissa Afonso    |

- Intérprete de abertura: Sissa Afonso
- Estúdio: SomNorte
- Distribuidora: Luk Internacional
- Emissora: RTP

#### Versão dos Filmes
| Personagem             | Dobrador(a)      |
| ---------------------- | ---------------- |
| Doraemon               | Paula Seabra     |
| Nobita Nobi            | Alexandra Silva  |
| Shizuka Minamoto       | Bárbara Lourenço |
| Suneo Honekawa         | Bruno Ferreira   |
| Takeshi "Gigante" Goda | Quimbé           |
| Tamako Nobi            | Mila Belo        |
| Nobisuke Nobi          | Bruno Ferreira   |

- Intérprete de abertura: Mila Belo
- Estúdio: Cantinho da Música
- Distribuidora: Luk Internacional
- Lançamento: VHS/DVD

#### Versão doPanda(também usada noCartoon Networke noBoomerang)
| Personagens            | Dobrador(a)      |
| ---------------------- | ---------------- |
| Doraemon               | Raquel Ferreira  |
| Nobita Nobi            | Helena Mota      |
| Shizuka Minamoto       | Bárbara Lourenço |
| Suneo Honekawa         | Sérgio Calvinho  |
| Takeshi "Gigante" Goda | Quimbé           |
| Dorami                 | Bárbara Lourenço |
| Tamako Nobi            | Micaela Ferreira |
| Nobisuke Nobi          | Sérgio Calvinho  |
| Sewashi Nobi           | Micaela Ferreira |
| Professor Ganari       | Sérgio Calvinho  |
| Hidetoshi Dekisugi     | Micaela Ferreira |
| Jaiko Goda             | Micaela Ferreira |
| Mãe do Gigante         | Bárbara Lourenço |
| Mãe do Suneo           | Bárbara Lourenço |
| Pai do Suneo           |                  |
| Mãe da Shizuka         | Micaela Ferreira |
| Pai da Shizuka         |                  |
| Mini-Doras             |                  |

- Intérprete de abertura: Bárbara Lourenço
- Estúdio: Santa Claus Audiovisuais
- Distribuidora: Luk Internacional
- Emissora: Canal Panda e Cartoon Network

## Música

### Aberturas
O tema de abertura de Doraemon intitulado Doraemon no uta (ドラえもんのうた, Canção de Doraemon) foi utilizado entre 1979 até 2005, e realizado por cinco diferentes artistas ao longo desses anos:
|    | Intérprete                 | Data de estreia      | Episódio inicial | Data de encerramento   | Episódio final |
| -- | -------------------------- | -------------------- | ---------------- | ---------------------- | -------------- |
| 1. | Kumiko Ōsugi (大杉久美子)  | 2 de abril de 1979   | Episódio 1       | 2 de outubro de 1992   | Episódio 1199  |
| 2. | Satoko Yamano (山野さと子) | 9 de outubro de 1992 | Episódio 1200    | 20 de setembro de 2002 | Episódio 1681  |
| 3. | Tokyo Purin (東京プリン)   | 4 de outubro de 2002 | Episódio 1682    | 11 de abril de 2003    | Episódio 1705  |
| 4. | Misato Watanabe (渡辺美里) | 18 de abril de 2003  | Episódio 1706    | 23 de abril de 2004    | Episódio 1752  |
| 5. | AJI                        | 30 de abril de 2004  | Episódio 1753    | 18 de março de 2005    | Episódio 1787  |

As duas canções listadas abaixo foram utilizadas no dia semanal separado da série Doraemon, que fez parte do Fujiko Fujio Theater (藤子不二雄劇場, Fujiko Fujio Gekijoo).
|    | Intérprete                                          | Título                               | Data de estreia      | Episódio inicial | Data de encerramento   | Episódio final |
| -- | --------------------------------------------------- | ------------------------------------ | -------------------- | ---------------- | ---------------------- | -------------- |
| 1. | Kumiko Ōsugi (大杉久美子)                           | "Doraemon no Uta" (ドラえもんのうた) | 2 de abril de 1979   | Episódio 1       | 29 de setembro de 1979 | Episódio 156   |
| 2. | Nobuyo Ōyama, Koorogi '73 (大山のぶ代, こおろぎ'73) | "Boku Doraemon" (ぼくドラえもん)     | 1 de outubro de 1979 | Episódio 157     | 23 de setembro de 1981 | Episódio 617   |

### Encerramentos
Os temas de encerramentos de Doraemon que foram utilizados entre 1979 até 2005:
|     | Título                                                     | Intérprete                                          | Data de estreia        | Episódio inicial | Data de encerramento      | Episódio final |
| --- | ---------------------------------------------------------- | --------------------------------------------------- | ---------------------- | ---------------- | ------------------------- | -------------- |
| 1.  | "Aoi Sora wa Pocket sa" (青い空はポケットさ)               | Kumiko Oosugi (大杉久美子)                          | 2 de abril de 1979     | Episódio 1       | 27 de setembro de 1981    | Episódio 618   |
| 2.  | "Maru-gao no Uta" (まる顔のうた)                           | Nobuyo Ōyama (大山のぶ代)                           | 2 de outubro de 1981   | Episódio 619     | 30 de março de 1984       | Episódio 757   |
| 3.  | "Santa Claus wa Doko no Hito" (サンタクロースはどこのひと) | Nobuyo Ōyama (大山のぶ代)                           | 18 de novembro de 1983 | Episódio 738     | 30 de dezembro de 1983    | Episódio 744   |
| 4.  | "Boku-tachi Chikyuu-jin" (ぼくたち地球人)                  | Mitsuko Horie (堀江美都子)                          | 6 de abril de 1984     | Episódio 758     | 8 de abril de 1988        | Episódio 971   |
| 5.  | "Aozora-tte Iina" (青空っていいな)                         | Mitsuko Horie (堀江美都子)                          | 15 de abril de 1988    | Episódio 972     | 2 de outubro de 1992      | Episódio 1199  |
| 6.  | "Ashita mo Tomodachi" (あしたも♥ともだち)                  | Yui Nishiwaki (にしわきゆい)                        | 9 de outubro de 1992   | Episódio 1200    | 7 de abril de 1995        | Episódio 1346  |
| 7.  | "Boku Doraemon 2112" (ぼくドラえもん2112)                  | Nobuyo Ōyama, Koorogi '73 (大山のぶ代、こおろぎ'73) | 14 de abril de 1995    | Episódio 1347    | 20 de setembro de 2002    | Episódio 1681  |
| 8.  | "Mata Aeru Hi Made" (またあえる日まで)                     | Yuzu (ゆず)                                         | 4 de outubro de 2002   | Episódio 1682    | 11 de abril de 2003       | Episódio 1705  |
| 9.  | "Tanpopo no Uta" (タンポポの詩)                            | The Alfee (ジ・アルフィー)                          | 18 de abril de 2003    | Episódio 1706    | 3 ou 4 de outubro de 2003 | Episódio 1729  |
| 10. | "YUME Biyori" (YUME日和)                                   | Hitomi Shimatani (島谷ひとみ)                       | 10 de outubro de 2003  | Episódio 1730    | 28 de maio de 2004        | Episódio 1757  |
| 11. | "Aa Ii na!" (あぁ いいな!)                                 | W (ダブルユー)                                      | 4 de junho de 2004     | Episódio 1758    | 18 de março de 2005       | Episódio 1787  |

As três canções listadas abaixo foram utilizadas para o dia semanal separado de Doraemon. As datas iniciais e finais não estão listadas aqui, nem os episódios exibidos.
|    | Título                                             | Intérprete                                          |
| -- | -------------------------------------------------- | --------------------------------------------------- |
| 1. | "Doraemon Ekaki-uta" (ドラえもん・えかきうた)      | Nobuyo Ōyama (大山のぶ代)                           |
| 2. | "Doraemon Ondo" (ドラえもん音頭)                   | Nobuyo Ōyama, Koorogi '73 (大山のぶ代、こおろぎ'73) |
| 3. | "Dorami-chan Ekaki-uta" (ドラミちゃんのえかきうた) | Keiko Yokozawa (横沢啓子)                           |